# Pașcani
Pașcani es una ciudad con estatus de municipiu del distrito de Iași, Moldavia, Rumania. Es la segunda ciudad del distrito por tamaño tras Iași. Cuenta con un importante conjunto ferroviario.

## Geografía
Pașcani está situada en la parte de norte-este de Rumania, en el oeste del distrito de Iași, al sur de la meseta Sucevei cerca del río Siret.

## Historia
En el término municipal de la ciudad se han encontrado yacimientos arqueológicos del neolítico, pertenecientes a la cultura Cucuteni (siglo V a. C. a siglo III a. C.). La primera mención histórica de Paşcani está datada el 8 de abril de 1419, cuando la ciudad era solo una aldea.

## Demografía
Según el censo de 2002, Paşcani tenía 42.057 habitantes, de cuales 41.535 étnicos rumanos, 439 gitanos (1,04%), y otros por debajo de 1%. Por su religión predominan los ortodoxos rumanos con 94,22%, seguidos de los romano-católicos 2,88%. El 20,39% de los habitantes de Paşcani tenían menos de 14 años a la fecha del censo.